# Enterodictyon
Enterodictyon is een geslacht van schimmels behorend tot de familie Roccellaceae.

## Soorten
Volgens Index Fungorum telt het geslacht drie soorten (peildatum april 2022):
| Soortnaam                 | Auteur(s)           | Publicatiejaar |
| ------------------------- | ------------------- | -------------- |
| Enterodictyon indicum     | Müll. Arg.          | 1892           |
| Enterodictyon oblongellum | Müll. Arg.          | 1892           |
| Enterodictyon velatum     | (C. Knight) Zahlbr. | 1921           |